# Anatoli Grișin
Anatoli Grișin (n. 8 iulie 1939, Moscova, RSFS Rusă, URSS – d. 14 iunie 2016, Moscova, Rusia) a fost un canoist ce a reprezentat Rusia, medaliat olimpic. A participat la o ediție a Jocurilor Olimpice (1964) în care a câștigat o medalie de aur.

## Participări
Lista de mai jos prezintă principalele competiții la care a participat Anatoli Grișin de-a lungul carierei.
- canoeing at the 1964 Summer Olympics – men's K-4 1000 metres[*]